# 霍林郭勒霍林河机场
霍林郭勒霍林河机场是内蒙古自治区霍林郭勒市的民用机场，性质为国内支线机场，位于霍林郭勒市霍林河社区西侧，距市区35公里处。
设计机型为B737、A320系列飞机和CRJ200、ERJ145、新舟60等支线飞机，旅客吞吐量15万人次，飞行区等级为4C，飞机起降量2200架次。
主要建设工程包括2700米×45米的跑道、建设一条垂直联络滑行道、面积155米×117米3个机位的停机坪、2000平方米的航站楼及500平方米的航管楼和塔台，同时配套建设货运、消防、供油、供电、供水、供热、通信、导航、气象等设施等兼顾通用航空业务需求，本期按2020年旅客吞吐量15万人次，飞行区等级为4C，飞机起降量2200架次。

## 航点
| 航空公司       | 目的地                   |
| -------------- | ------------------------ |
| 瑞丽航空（DR） | 呼和浩特、沈阳           |
| 天津航空（GS） | 通辽、呼和浩特、锡林浩特 |